# Jieyang
Jieyang (xinès: 揭阳; pinyin: Jiēyáng) és una ciutat a nivell de prefectura a l'est de la província de Guangdong (Yuedong), a la República Popular de la Xina, part de la regió de Chaoshan. Limita amb Shantou a l'est, Chaozhou al nord-est, Meizhou al nord, Shanwei a l'oest i amb la mar de la Xina Meridional al sud. Segons el cens del 2010 la seva població era de 5.884.347 habitants.
És històricament important com a ciutat natal de molts xinesos d'ultramar al sud-est asiàtic. El min de Chaosan es parla principalment en aquesta regió. El dialecte hakka, però, té la seva presència limitada entre els hakka del comtat de Jiexi.

## Història
La dècada de 1930 va veure com nombrosos habitants de Jieyang emigraven a l'estranger. Un gran nombre de xinesos viuen al sud-est asiàtic i van mantenir els seus costums. Pontianak i Ketapang a Indonèsia, Johor Bahru a Malàisia, Singapur, Cambodja i Tailàndia tenen grans comunitats xineses d'ultramar amb origen a Jieyang; la República de Lintian, un dels molts kongsis de Borneo Occidental, va ser fundada per immigrants de Jieyang. L'any 1991 el govern central xinès va aprovar Jieyang com a ciutat a nivell de prefectura.

## Administració
La ciutat-prefectura de Jieyang administra cinc divisions a nivell de comtat, inclosos dos districtes, una ciutat a nivell de comtat (administrada en nom de la província) i dos comtats.
| Mapa de Jieyang                                                          | Mapa de Jieyang   | Mapa de Jieyang | Mapa de Jieyang        | Mapa de Jieyang | Mapa de Jieyang |
| ------------------------------------------------------------------------ | ----------------- | --------------- | ---------------------- | --------------- | --------------- |
| Rongcheng Jiedong Comtat · de Jiexi Comtat · de Huilai Puning · (ciutat) |                   |                 |                        |                 |                 |
| Nom                                                                      | Xinès simplificat | Hanyu Pinyin    | Població (2010 census) | Sup. (km²)      | Densitat (/km²) |
| Districte de Rongcheng                                                   | 榕城区            | Róngchéng Qū    | 741.674                | 182             | 4.098           |
| Dsitricte de Jiedong                                                     | 揭东区            | Jiēdōng Qū      | 1.157.720              | 850             | 1.362           |
| Comtat de Jiexi                                                          | 揭西县            | Jiēxī Xiàn      | 825.313                | 1.279           | 605             |
| Comtat de Huilai                                                         | 惠来县            | Huìlái Xiàn     | 1.097.615              | 1.207           | 906             |
| Puning                                                                   | 普宁市            | Pǔníng Shì      | 2.054.703              | 1.620           | 1.291           |